# Pseudoplatystoma corruscans
 (janvier 2013).
Si vous disposez d'ouvrages ou d'articles de référence ou si vous connaissez des sites web de qualité traitant du thème abordé ici, merci de compléter l'article en donnant les références utiles à sa vérifiabilité et en les liant à la section « Notes et références ».
Espèce
Le surubi tigré (Pseudoplatystoma corruscans) est un poisson-chat d'Amérique du Sud connu en Argentine sous le nom de « Surubí atigrado » (mot espagnol signifiant « ressemblant au tigre », soit en français « tigré », car sa robe ressemble à celle du tigre, qui est en Amérique du Sud le nom donné au Jaguar (Panthera onca et non le tigre Panthera tigris). C'est donc un poisson tacheté plus que rayé.

## Description
Ce poisson chat, dont la longueur peut dépasser le mètre à l'état sauvage, est piscivore. Son alimentation étant majoritairement composée de crustacés et de poissons, de type Cichlidae,.

## Distribution
Cette espèce habite les cours supérieur et moyen du Rio Paraná, et le cours moyen de
l'Uruguay. Dans la province argentine d'Entre Ríos seule, environ
27 000 tonnes de surubi sont pêchés chaque année, surtout concentrées dans la région de la ville de Victoria, face à Rosario, province de Santa Fe.
Cet animal occupe aussi les cours du Rio São Francisco.